# Raghunath Murmu
Raghunath Murmu (en odia : ରଘୁନାଥ ମୁର୍ମୁ), né le 5 mai 1905 à Dandbose (État d'Odisha, en Inde) et mort le 1er février 1982 , est un pandit indien, créateur de l'alphabet santali, connu sous le nom de Ol Chiki, créé pour transcrire la langue des Santals une population aborigène de l'Inde.